# Міноміні (Іллінойс)
Міноміні (англ. Menominee) — селище (англ. village) в США, в окрузі Джо-Дейвісс штату Іллінойс. Населення — 211 особа (2020).

## Географія
Міноміні розташоване за координатами 42°28′20″ пн. ш. 90°32′36″ зх. д. / 42.47222° пн. ш. 90.54333° зх. д. (42.472174, -90.543220).  За даними Бюро перепису населення США в 2010 році селище мало площу 4,72 км², уся площа — суходіл. В 2017 році площа становила 4,96 км², уся площа — суходіл.

## Демографія
Згідно з переписом 2010 року, у селищі мешкало 248 осіб у 83 домогосподарствах у складі 71 родини. Густота населення становила 53 особи/км².  Було 87 помешкань (18/км²).
Расовий склад населення:
| - 97,6 % — білих - 0,4 % — чорних або афроамериканців - 1,2 % — осіб інших рас |

До двох чи більше рас належало 0,8 %. Частка іспаномовних становила 1,2 % від усіх жителів.
За віковим діапазоном населення розподілялося таким чином: 28,6 % — особи молодші 18 років, 65,4 % — особи у віці 18—64 років, 6,0 % — особи у віці 65 років та старші. Медіана віку мешканця становила 39,0 року. На 100 осіб жіночої статі у селищі припадало 112,0 чоловіків;  на 100 жінок у віці від 18 років та старших — 105,8 чоловіків також старших 18 років.
Середній дохід на одне домашнє господарство  становив 72 833 долари США (медіана — 66 750), а середній дохід на одну сім'ю — 77 427 доларів (медіана — 70 833). Медіана доходів становила 40 313 долари для чоловіків та 31 094 долари для жінок. За межею бідності перебувало 3,0 % осіб, у тому числі 2,5 % дітей у віці до 18 років та 6,7 % осіб у віці 65 років та старших.
Цивільне працевлаштоване населення становило 135 осіб. Основні галузі зайнятості: освіта, охорона здоров'я та соціальна допомога — 25,9 %, роздрібна торгівля — 21,5 %, мистецтво, розваги та відпочинок — 7,4 %, науковці, спеціалісти, менеджери — 5,9 %.